# Lisette Morelos
Lisette Morelos (San Luis Potosí, 21 de mayo de 1978) es una actriz mexicana.

## Telenovelas
| Año       | Telenovela                 | Personajes                                          |
| --------- | -------------------------- | --------------------------------------------------- |
| 1996-1997 | Tú y yo                    | Linda López                                         |
| 1997-1998 | El secreto de Alejandra    | Carola                                              |
| 1998-1999 | Camila                     | Ingrid                                              |
| 1999      | Alma rebelde               | Ana Cristina Rivera Hill                            |
| 2000-2001 | Carita de ángel            | Cecilia Santos de Larios                            |
| 2002-2003 | ¡Vivan los niños!          | Adriana Espinoza                                    |
| 2004      | Ángel rebelde              | Natasha Covarrubias de Lezama                       |
| 2009      | Alma indomable             | Mónica Sorrento                                     |
| 2010      | Niña de mi corazón         | Moira Gasca Quinto                                  |
| 2010-2011 | Aurora                     | Blanca Ponce de León                                |
| 2012      | Infames                    | Sol Fuentes                                         |
| 2013      | Fortuna                    | Alicia Altamirano                                   |
| 2014      | La impostora               | Blanca Guerrero / Victoria San Marino, la impostora |
| 2016      | Un camino hacia el destino | Amelia Altamirano de Pérez                          |
| 2018      | Por amar sin ley           | Mariana Gallegos                                    |
| 2021      | ¿Qué le pasa a mi familia? | Ofelia del Olmo                                     |

## Premios y nominaciones
| Año  | Premiación                 | Categoría              | Trabajos nominados | Resultados |
| ---- | -------------------------- | ---------------------- | ------------------ | ---------- |
| 1997 | Premios TVyNovelas         | Mejor actriz debutante | Tú y yo            | Nominada   |
| 2000 | Premios TVyNovelas         | Mejor actriz joven     | Alma rebelde       | Nominada   |
| 2011 | Kids' Choice Awards México | Villano favorito       | Niña de mi corazón | Nominada   |

### TV Adicto Golden Awards
| Año  | Categoría                                                              | Telenovela | Resultado |
| ---- | ---------------------------------------------------------------------- | ---------- | --------- |
| 2012 | Premio especial a cuatro enormes protagonistas de una misma telenovela | Infames    | Ganadora  |